# Nguồn nhân lực

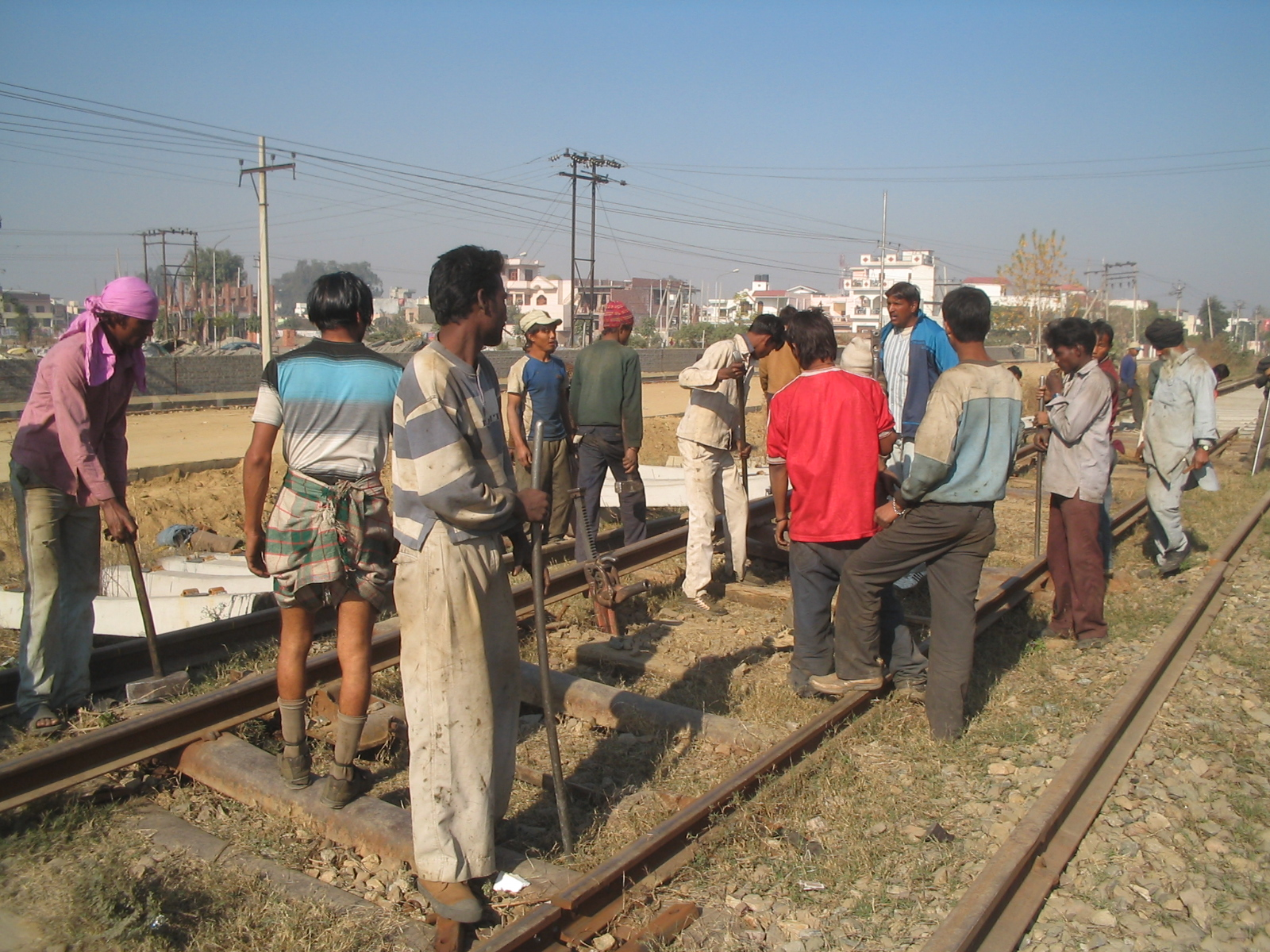
Người lao động tham gia làm đường sắt

Nguồn nhân lực là những người tạo nên lực lượng lao động của một tổ chức, lĩnh vực kinh doanh hoặc nền kinh tế. " Vốn con người " đôi khi được sử dụng đồng nghĩa với "nguồn nhân lực", mặc dù vốn con người thường đề cập đến hiệu ứng hẹp hơn (nghĩa là kiến thức mà các cá nhân thể hiện và tăng trưởng kinh tế). Tương tự, các thuật ngữ khác đôi khi được sử dụng bao gồm nhân lực, tài năng, lao động, nhân sự hoặc đơn giản là con người.
Bộ phận nhân sự (phòng nhân sự) của một tổ chức thực hiện quản lý nguồn nhân lực, giám sát các khía cạnh khác nhau của việc làm, chẳng hạn như tuân thủ luật lao động và tiêu chuẩn việc làm, quản lý lợi ích của nhân viên và một số khía cạnh của tuyển dụng.

## Trách nhiệm nhân sự
Các nhà quản lý nhân sự chịu trách nhiệm về nhiều nhiệm vụ liên quan đến công việc của họ. Các nhiệm vụ bao gồm lập kế hoạch, tuyển dụng và quy trình tuyển chọn, đăng quảng cáo tuyển dụng, đánh giá hiệu suất của nhân viên, tổ chức sơ yếu lý lịch và đơn xin việc, lên lịch phỏng vấn và hỗ trợ trong quá trình và đảm bảo kiểm tra lý lịch. Một công việc khác là tính lương và quản lý lợi ích liên quan đến việc đảm bảo thời gian nghỉ và thời gian ốm được tính, xem xét bảng lương và tham gia vào các nhiệm vụ lợi ích, như giải quyết khiếu nại, đối chiếu báo cáo lợi ích và phê duyệt hóa đơn thanh toán. Nhân sự cũng điều phối các hoạt động và chương trình quan hệ nhân viên bao gồm nhưng không giới hạn ở việc tư vấn cho nhân viên . Công việc cuối cùng là bảo trì thường xuyên, công việc này đảm bảo rằng các tệp và cơ sở dữ liệu nhân sự hiện tại được cập nhật, duy trì lợi ích của nhân viên và tình trạng việc làm và thực hiện các đối chiếu liên quan đến tiền lương / lợi ích. Vào tháng 5 năm 2014, Bộ Lao động Hoa Kỳ tuyên bố rằng các trợ lý nhân sự kiếm được khoảng 38.040 đô la hàng năm và các nhà quản lý nhân sự kiếm được khoảng 104.440 đô la hàng năm.

## Hoạt động
Một người quản lý nhân sự có một số chức năng trong một công ty 
- Xác định nhu cầu của nhân viên.
- Xác định sử dụng nhân viên tạm thời hoặc thuê nhân viên để đáp ứng những nhu cầu này.
- Tuyển dụng và đào tạo nhân viên tốt nhất.
- Giám sát công việc.
- Quản lý quan hệ nhân viên, đoàn thể và thương lượng tập thể.
- Chuẩn bị hồ sơ nhân viên và chính sách cá nhân.
- Đảm bảo hiệu suất cao.
- Quản lý bảng lương nhân viên, lợi ích và bồi thường.
- Đảm bảo cơ hội bình đẳng.
- Đối phó với sự phân biệt đối xử.
- Xử lý các vấn đề về hiệu suất.
- Đảm bảo rằng thực hành nguồn nhân lực phù hợp với các quy định khác nhau.
- Thúc đẩy động lực của nhân viên.
- Hòa giải tranh chấp trong nội bộ.
- Nâng cao kiến thức học tập của nhân viên
- Phổ biến thông tin trong tổ chức để có lợi cho sự phát triển của nó

Người quản lý cần phát triển kỹ năng giao tiếp để có hiệu quả. Hành vi của tổ chức tập trung vào cách cải thiện các yếu tố giúp tổ chức hiệu quả hơn.

## Lịch sử
Quản lý nguồn nhân lực từng được gọi là " quản trị nhân sự ". Trong những năm 1920, quản trị nhân sự tập trung chủ yếu vào các khía cạnh tuyển dụng, đánh giá, đào tạo và bồi thường cho nhân viên. Tuy nhiên, họ không tập trung vào bất kỳ mối quan hệ việc làm nào ở cấp độ hiệu suất của tổ chức hoặc vào các mối quan hệ có hệ thống trong bất kỳ bên nào. Điều này dẫn đến một mô hình thống nhất thiếu trong lĩnh vực này trong giai đoạn này.
Theo một bài báo của Tạp chí Nhân sự, bộ phận quản lý nhân sự đầu tiên bắt đầu tại Công ty đăng ký tiền mặt quốc gia vào năm 1900. Chủ sở hữu, John Henry Patterson, sau nhiều cuộc đình công của công đoàn và khóa nhân viên, ông đã tổ chức một bộ phận nhân sự để giải quyết các bất bình, xả thải và an toàn, và đào tạo cho các giám sát viên về luật pháp và thông lệ mới sau nhiều cuộc đình công và khóa nhân viên. Hành động này được theo sau bởi các công ty khác, ví dụ, Ford có tỷ lệ doanh thu cao là 380% vào năm 1913, nhưng chỉ một năm sau đó, các công nhân của công ty đã tăng gấp đôi lương hàng ngày của họ từ 2,50 đô la lên 5 đô la, mặc dù 2,50 đô la là mức lương hợp lý lúc đó  Ví dụ này cho thấy rõ tầm quan trọng của quản lý hiệu quả dẫn đến kết quả lớn hơn về sự hài lòng của nhân viên cũng như khuyến khích nhân viên làm việc cùng nhau để đạt được các mục tiêu kinh doanh tốt hơn.
Trong những năm 1970, doanh nghiệp Mỹ bắt đầu trải qua những thách thức do áp lực cạnh tranh gia tăng đáng kể. Các công ty đã trải qua toàn cầu hóa, bãi bỏ quy định và thay đổi công nghệ nhanh chóng khiến các công ty lớn tăng cường hoạch định chiến lược - một quá trình dự đoán những thay đổi trong tương lai trong một môi trường cụ thể và tập trung vào các cách để thúc đẩy hiệu quả của tổ chức. Điều này dẫn đến việc phát triển thêm nhiều việc làm và cơ hội cho mọi người thể hiện các kỹ năng của họ nhằm hướng đến các nhân viên áp dụng hiệu quả vào việc hoàn thành các mục tiêu của cá nhân, nhóm và tổ chức. Nhiều năm sau đó, chuyên ngành quản lý nguồn nhân lực được tạo ra tại các trường đại học và cao đẳng còn được gọi là quản trị kinh doanh. Nó bao gồm tất cả các hoạt động mà các công ty sử dụng để đảm bảo sử dụng nhân viên hiệu quả hơn.
Ngày nay, nguồn nhân lực tập trung vào phía người quản lý. Có hai định nghĩa thực sự về HRM (Quản lý nguồn nhân lực), một là nó là quá trình quản lý con người trong các tổ chức một cách có cấu trúc và kỹ lưỡng. Điều này có nghĩa là nó bao gồm việc thuê, bắn, trả tiền và trợ cấp, và quản lý hiệu suất. Định nghĩa đầu tiên này là phiên bản hiện đại và truyền thống giống như những gì một người quản lý nhân sự đã làm vào những năm 1920. Định nghĩa thứ hai là HRM khoanh tròn ý tưởng quản lý con người trong các tổ chức từ góc độ quản lý vĩ mô như khách hàng và đối thủ cạnh tranh trên thị trường. Điều này liên quan đến việc tập trung vào việc làm cho mối quan hệ việc làm của người dùng thành công, hoàn thành cho cả quản lý và nhân viên.
Một số nghiên cứu cho thấy nhân viên có thể thực hiện với tỷ lệ năng suất cao hơn nhiều khi người giám sát và quản lý của họ chú ý đến họ nhiều hơn. Cha đẻ của mối quan hệ con người, Elton Mayo, là người đầu tiên củng cố tầm quan trọng của việc liên lạc, hợp tác và tham gia của nhân viên. Các nghiên cứu của ông kết luận rằng đôi khi các yếu tố con người quan trọng hơn các yếu tố vật lý, chẳng hạn như chất lượng ánh sáng và điều kiện nơi làm việc. Kết quả là, trong xã hội ngày nay, các cá nhân thường coi trọng cảm giác của họ hơn trong môi trường làm việc khác. Ví dụ, hệ thống khen thưởng trong quản lý nguồn nhân lực được áp dụng hiệu quả, vì trong tất cả các công việc của nhân viên nên được coi trọng và trao giải, có thể khuyến khích họ tiếp tục đạt được hiệu suất tốt nhất.

## Nguồn gốc của thuật ngữ
Nhà kinh tế tiên phong John R. Commons đã sử dụng thuật ngữ "nguồn nhân lực" trong cuốn sách năm 1893 của ông Phân phối của cải nhưng không tiếp tục xây dựng dựa trên nó. Thuật ngữ "nguồn nhân lực" sau đó được sử dụng trong những năm 1910 đến 1930 để thúc đẩy ý tưởng rằng con người là một đối tượng có giá trị, cần được thúc đẩy để nhận ra phẩm giá con người, nhưng điều này đã thay đổi vào đầu những năm 1950 thành "quản lý nguồn nhân lực" đã phát triển xem mọi người như một phương tiện để chấm dứt cho các nhà tuyển dụng. Trong số các học giả, việc sử dụng "nguồn nhân lực" đầu tiên ở dạng hiện đại là trong một báo cáo năm 1958 của nhà kinh tế học E. Wight Bakke. Thuật ngữ này bắt đầu trở nên phát triển hơn trong thế kỷ 19 do những hiểu lầm giữa chủ nhân và nhân viên.  

## Thuật ngữ trong thực tế
Từ mục tiêu của công ty, nhân viên thường được xem là tài sản cho doanh nghiệp, có giá trị được nâng cao nhờ học hỏi và phát triển hơn nữa, được gọi là phát triển nguồn nhân lực.
Liên quan đến cách các cá nhân phản ứng với những thay đổi trong thị trường lao động, những điều sau đây phải được hiểu:
- Kỹ năng và trình độ: khi các ngành chuyển từ nghề thủ công sang nghề quản lý nhiều hơn, do đó, cần phải có nhiều nhân viên có tay nghề cao. Nếu thị trường "chặt chẽ" (tức là không đủ nhân viên cho các công việc), nhà tuyển dụng phải cạnh tranh cho nhân viên bằng cách cung cấp phần thưởng tài chính, đầu tư cộng đồng, v.v.
- Địa lý lan truyền: công việc từ cá nhân là bao xa? Khoảng cách để đi làm phải phù hợp với mức thù lao, và giao thông và cơ sở hạ tầng của khu vực cũng ảnh hưởng đến những người áp dụng cho một vị trí.
- Cấu trúc nghề nghiệp: các chuẩn mực và giá trị của các nghề nghiệp khác nhau trong một tổ chức. Mahoney 1989 đã phát triển ba loại cấu trúc nghề nghiệp khác nhau, đó là nghề thủ công (trung thành với nghề), con đường sự nghiệp của tổ chức (thăng tiến thông qua công ty) và không có cấu trúc (công nhân thấp / không có kỹ năng làm việc khi cần).
- Sự khác biệt về thế hệ: các loại tuổi khác nhau của nhân viên có những đặc điểm nhất định, ví dụ, hành vi của họ và kỳ vọng của họ đối với tổ chức.[13]

## Mối quan tâm về thuật ngữ
Một mối quan tâm lớn về việc coi con người là tài sản hoặc tài nguyên là chúng sẽ bị hàng hóa hóa, bị đối tượng hóa và lạm dụng. Một số phân tích cho thấy rằng con người không phải là " hàng hóa " hay "tài nguyên", mà là những sinh vật sáng tạo và xã hội trong một doanh nghiệp sản xuất. Ngược lại, bản sửa đổi ISO 9001 năm 2000 yêu cầu xác định các quy trình, trình tự và tương tác của chúng, đồng thời xác định và truyền đạt trách nhiệm và quyền hạn. Nhìn chung, các quốc gia liên hiệp mạnh như Pháp và Đức đã áp dụng và khuyến khích các phương pháp như vậy. Ngoài ra, vào năm 2001, Tổ chức Lao động Quốc tế đã quyết định xem xét lại và sửa đổi Khuyến nghị năm 1975 về Phát triển nguồn nhân lực, dẫn đến nguyên tắc " Lao động không phải là hàng hóa ". Một quan điểm của những xu hướng này là sự đồng thuận xã hội mạnh mẽ về kinh tế chính trị và hệ thống phúc lợi xã hội tốt tạo điều kiện cho di chuyển lao động và có xu hướng làm cho toàn bộ nền kinh tế hiệu quả hơn, vì lao động có thể phát triển các kỹ năng và kinh nghiệm theo nhiều cách khác nhau, và chuyển từ một doanh nghiệp sang khác với ít tranh cãi hoặc khó khăn trong việc thích nghi.
Một tranh cãi quan trọng khác liên quan đến di chuyển lao động và vấn đề triết học rộng lớn hơn với việc sử dụng cụm từ "nguồn nhân lực". Chính phủ của các quốc gia đang phát triển thường coi các quốc gia phát triển khuyến khích nhập cư hoặc "lao động khách" là chiếm dụng vốn con người, một phần chính đáng của quốc gia đang phát triển và cần phải tăng trưởng kinh tế hơn nữa. Theo thời gian, Liên Hợp Quốc đã nói chung ủng hộ quan điểm của các nước đang phát triển và đã yêu cầu bù đắp đáng kể các khoản đóng góp "viện trợ nước ngoài" để một quốc gia đang phát triển mất vốn nhân lực không mất khả năng tiếp tục đào tạo người mới. ngành nghề, ngành nghề, và nghệ thuật.

## Phát triển
Nhân sự đóng một phần quan trọng trong việc phát triển và tạo ra một công ty hoặc tổ chức ngay từ đầu hoặc tạo nên thành công ở cuối, do lao động được cung cấp bởi các nhân viên. Nguồn nhân lực nhằm chỉ ra làm thế nào để có quan hệ việc làm tốt hơn trong lực lượng lao động. Ngoài ra, để đưa ra đạo đức làm việc tốt nhất của nhân viên và do đó chuyển sang một môi trường làm việc tốt hơn.

## Lập kế hoạch
Quản trị và vận hành từng là hai lĩnh vực thuộc vai trò của HR. Thành phần hoạch định chiến lược ra đời là kết quả của việc các công ty nhận ra nhu cầu xem xét nhu cầu nhân sự trong các mục tiêu và chiến lược. Giám đốc nhân sự thường ngồi trong các nhóm điều hành của công ty vì chức năng lập kế hoạch nhân sự. Số lượng và loại nhân viên và sự phát triển của các hệ thống lương thưởng là một trong những yếu tố trong vai trò lập kế hoạch. Các yếu tố khác nhau ảnh hưởng đến hoạch định nguồn nhân lực Cơ cấu tổ chức, tăng trưởng, địa điểm kinh doanh, thay đổi nhân khẩu học, sự không chắc chắn về môi trường, mở rộng, v.v. Ngoài ra, lĩnh vực này bao gồm lĩnh vực quản lý tài năng.